# Ectasiocnemis transita
Ectasiocnemis transita es una especie de coleóptero de la familia Scraptiidae.

## Distribución geográfica
Habita en Punjab (India).